# Goundam
Goundam är en kretshuvudort i Mali.   Den ligger i regionen Timbuktu, i den centrala delen av landet, 600 km nordost om huvudstaden Bamako. Goundam ligger 259 meter över havet och antalet invånare är 8 456.

## Terräng och klimat
Terrängen runt Goundam är platt. Runt Goundam är det ganska glesbefolkat, med 34 invånare per kvadratkilometer. Det finns inga andra samhällen i närheten. Trakten runt Goundam består i huvudsak av gräsmarker.